# Jos Delbeke

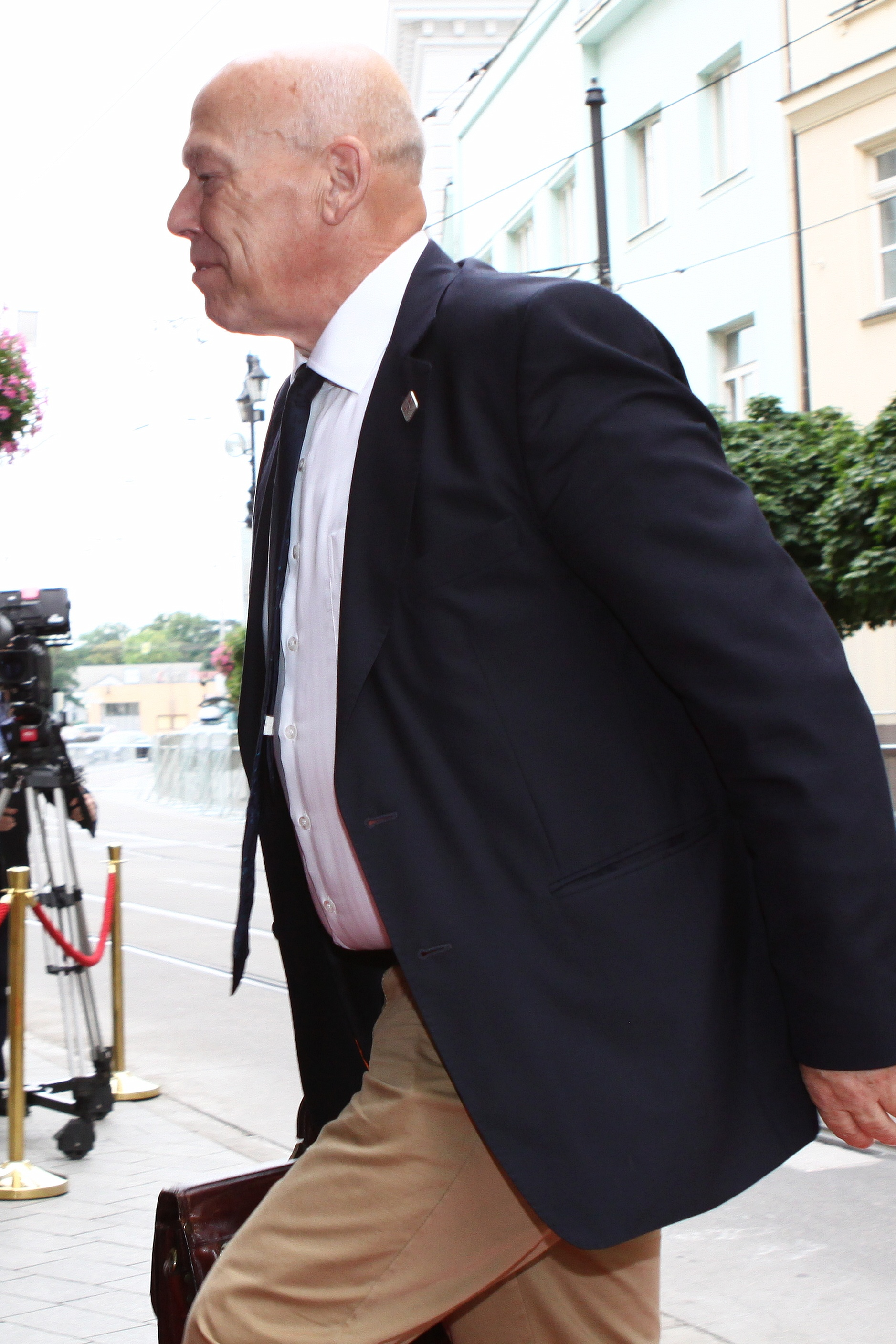
Jos Delbeke in 2016

Jos Delbeke (1954) is een Belgisch ambtenaar, klimaatexpert en professor. Van 2010 tot 2018 was hij directeur-generaal voor het klimaat bij de Europese Commissie.

## Levensloop
Delbeke is doctor in de economie  en werkt sinds 1986 voor de Europese Commissie. Voorheen werkte hij een jaar bij het Internationaal Monetair Fonds (IMF). 
Binnen de Europese Commissie werkte Delbeke eerste op het directoraat Sociale Zaken, maar hij zou nadien overstappen naar Milieu, waar hij
onder meer aan de basis lag van REACH (wetgeving over chemische stoffen) en werkte rond het Kyoto-protocol. 
In 1999 nam Delbeke als hoofdonderhandelaar deel aan de UNFCCC-conferenties en nadien werkte hij steeds op klimaatonderwerpen, zoals de handel in CO2-uitstootrechten.
Delbeke werd in 2015 verkozen als overheidsmanager van het jaar.